# 로젠스트라시
로젠스트라시(Rosenstrasse, The Women Of Rosenstrasse)는 네덜란드에서 제작된 마가레스 본 트로타 감독의 2003년 영화이다. 카챠 리만 등이 주연으로 출연하였고 마커스 짐머 등이 제작에 참여하였다.

## 출연

### 주연
- 카챠 리만
- 마리아 슈라더

### 조연
- 마틴 파이펠
- 위르겐 포겔
- 도리스 샤드

## 제작진
- 배역: 사빈느 슈로스